# Llano del Jable

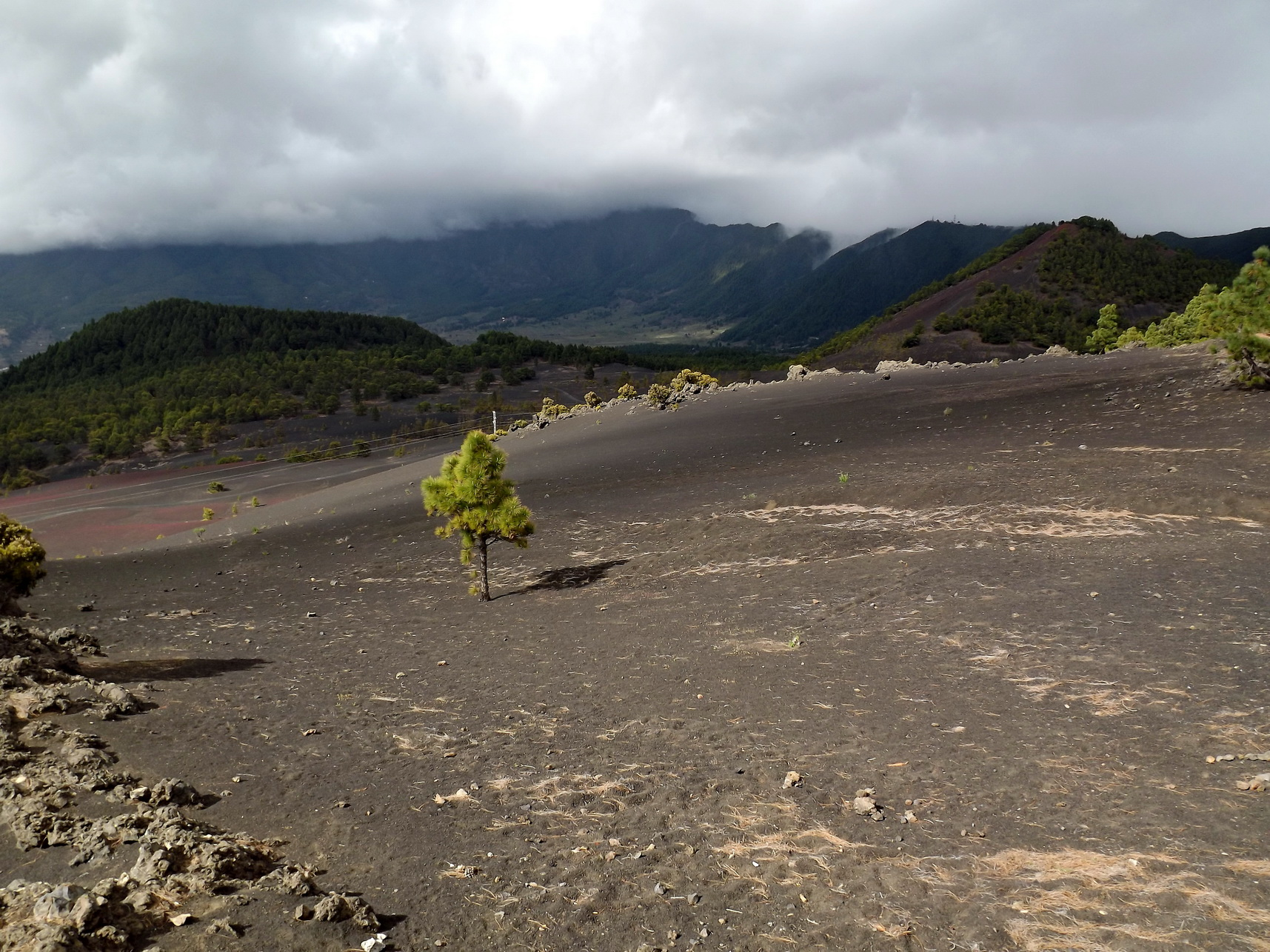
Llano del Jable, vulkanisch as

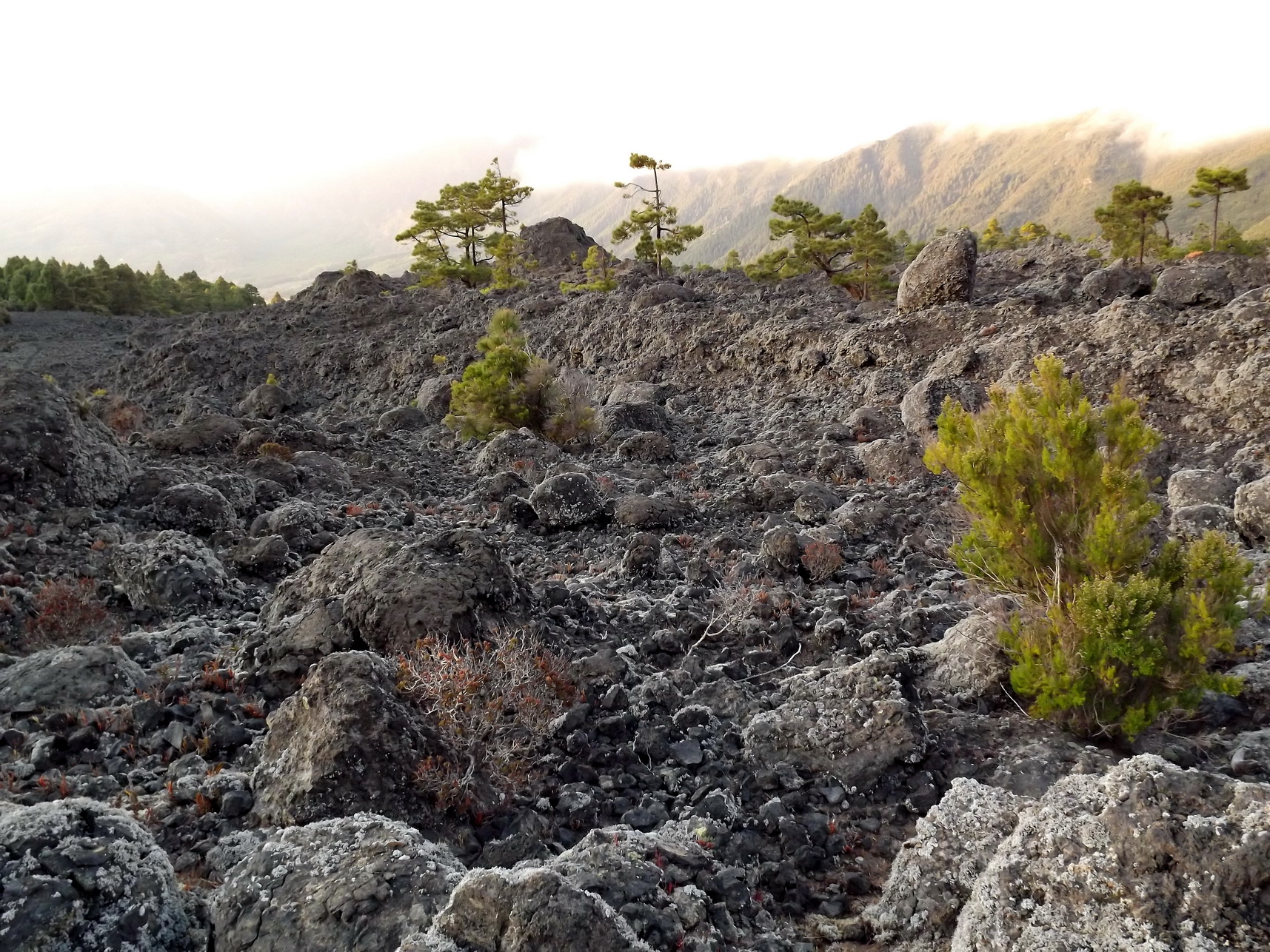
Llano del Jable, lapilli

De Llano del Jable (Nederlands: Vlakte van vulkanisch zand), ook wel Llano de los Jables en Llano de las Brujas (Heksenvlakte), is een afzetting van pyroclastisch gesteente in het centrum van het Canarische eiland La Palma. Ze vormt een sikkelvormige strook van voornamelijk lapilli en grotere vulkanische bommen van bijna 8 km lang en tot 1 km breed, van de voet van de vulkaan Montaña Quemada in zuidwestelijke en in noordwestelijke richting, tot bij El Paso. De afzettingen zijn het gevolg van uitbarstingen van de vulkaan tussen 1470 en 1492.

## Flora
Alhoewel de uitbarsting van de vulkaan al meer dan 500 jaar geleden is, heeft de flora zich nog steeds niet hersteld. Tussen de bossen van canarische dennen die de omringende bergwanden en heuvels bedekken, blijft de Llano de los Jables als een zwart kronkelend litteken zichtbaar.
De droge, harde ondergrond en het gebrek aan beschaduwing heeft gezorgd voor een vegetatie van xerofyte planten, waaronder opvallend veel varens zoals Notholaena marantae, Cheilanthes pulchella en Cosentinia vellea en vetplanten zoals Aeonium spathulatum en Greenovia diplocycla.